# Mediatisering
Mediatisering er betegnelsen på processen, hvorefter en række mindre rigsumiddelbare fyrstendømmer indenfor Det tysk-romerske rige blev afskaffet, og hvor de rigsfyrstelige slægter mistede deres fyrstelige rettigheder. I feudal kontekst er det introduktionen af et niveau mellem en herremand og hans vasaler, således at førstnævnte ikke længere er den direkte herre over sidstnævnte, men at herredømmet bliver mediatiseret af en anden.
Som følge af Reichsdeputationshauptschluss fra 1803, der var den sidste store beslutning i kejserriget, blev et stort antal små- og mellemstore stater, både verdslige og katolske fyrstbispedømmer, afskaffet under og lige efter Napoleonskrigene.
Afskaffelsen af de gejstlige fyrstedømmer blev imidlertid ikke kaldt mediatisering, men sekularisering.

## Det tysk-romerske rige
Mellem 1803 og 1806, som var Det tysk-romerske riges sidste år, blev størstedelen af dets  medlemsstater mediatiseret. Disse stater mistede deres rigsumiddelbarhed (Reichsunmittelbarkeit) og blev en del af andre stater. Antallet af stater blev reduceret fra omkring 300 til omkring 30. Mediatiseringen forgik samtidig med en sekularisering: afskaffelsen af størstedelen af de gejstlige rigsfyrstendømmer.
Den juridiske baggrund for mediatiseringen var Reichsdeputationshauptschluss fra 1803, der var blevet indført efter pres fra Frankrig. Rhinforbundets aftale fra 1806 fortsatte denne process med mediatisering. Etableringen af Det Tyske Forbund i 1815 bekræftede denne mediatisering, men bibeholdt visse rettigheder for de mediatiserede prinser inden for deres respektive riger, der nu blev landestater (på tysk: Standesherrschaft).
Mediatisering af selvstændige huse rangerede højere end andre huse af samme eller højere rang, men som aldrig herskede over en stat. Denne opdeling havde stor social betydning, da mediatiserede fyrster blev betragtet som ligeværdige med kongelige, når det drejede sig om ægteskabelige formål, og de blev grundlæggende betragtet som kongelige. Der var dog to typer mediatiserede familier; de gamle og de ny. De gamle var dem, som herskede i direkte kejserlige områder. De nye familier var dem, som havde opnået deres status efter middelalderen, hvilket hovedsageligt var sket som belønning for kongelig service og loyalitet overfor den regerende kejser. Størstedelen af disse familier kom fra nedarvede habsburgske landområder og det sydvestlige Tyskland; oprindeligt var det lavere adel, der var blevet opgraderet. Efter mediatiseringen blev disse familier officielt betragtet som lige med de kongelige, men de herskende huse nægtede i mange tilfælde at behandle dem sådan. Kejser Franz Joseph 1. forbød eksempelvis sin nevøs søn, den senere Karl 1. af Østrig at ægte en prinsesse fra Hohenlohe-slægten, selv om det var en gammel familie, der havde hersket i flere århundreder inden mediatiseringen, og kong Frederik Vilhelm 3. blev tvunget til at indgå morganatisk ægteskab med grevinde Auguste von Harrach, selv om hun kom fra en mediatiseret familie.
Den autorative guide til de kongelige og fyrstehusene i Europa, Almanach de Gotha, har siden slutningen af 1800-tallet været inddelt i tre kategorier: selvstændige huse, mediatiserede huse og adelshuse.